# Wanaheim

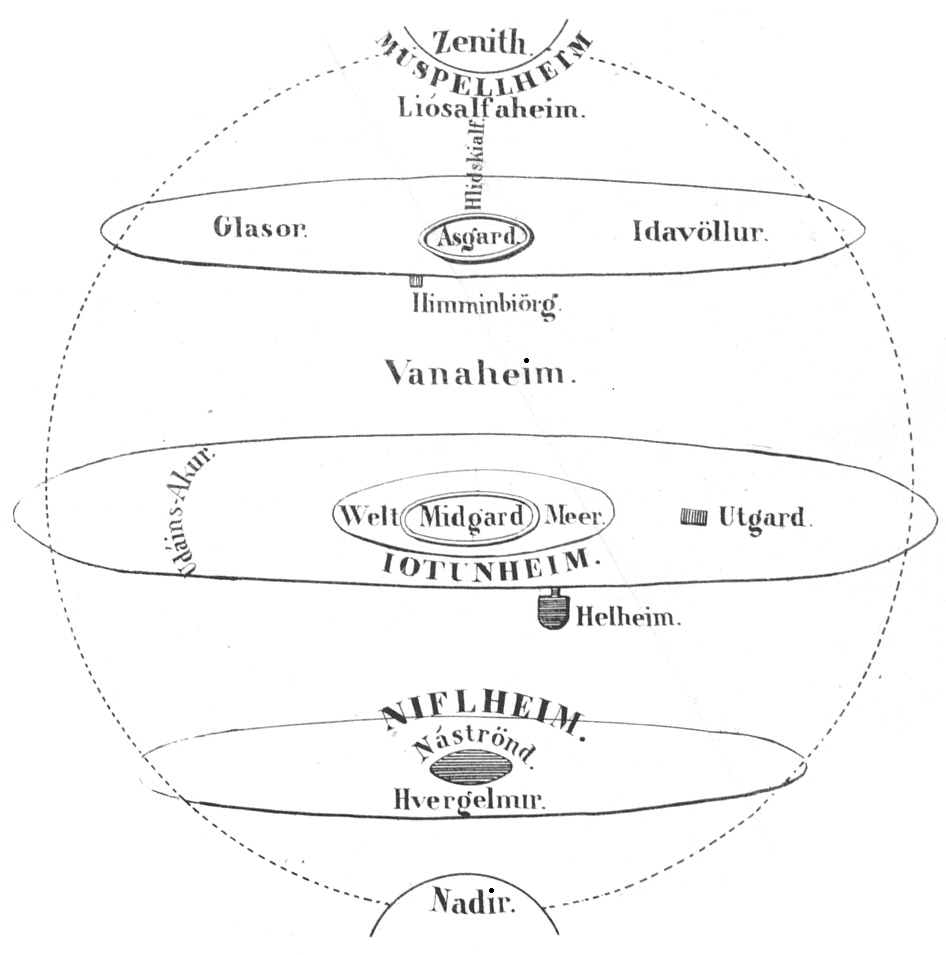
Kosmologia według mitologii nordyckiej

Wanaheim (staroisl. Vanaheimr „Domostwo Wanów”) – w mitologii nordyckiej jeden z dziewięciu światów, w którym mieszkali bogowie urodzaju i płodności ziemi – Wanowie. Wanahaim jest starszy od Asgardu, jako że Wanowie panowali przed Asami.
Wanaheim i Asgard, dwie boskie krainy, położone są w niebiosach podtrzymywanych przez czterech krasnoludów (Austriego, Westriego, Nordriego i Sudriego). Według Eddy starszej Wanaheim położony jest na zachód od Asgardu, według Sagi o Ynglingach znajduje się on w Wielkiej Swithjod utożsamianej z Scytią, u ujścia rzeki Tanais (obecnie Don).
W Wanaheim znajdował się pałac Njörðra, który po wojnie Wanów z Asami został włączony do Asgardu. Po wojnie jedyną mieszkanką Wanaheimu była Gullweig.